# Euro City Line
Die Euro City Line Luftverkehrsgesellschaft mbH (zuvor Panorama Flugdienst) war eine deutsche Fluggesellschaft mit Sitz in Leinfelden-Echterdingen.

## Geschichte und Flugziele
Die Gründung der Euro City Line erfolgte 1985 unter dem Namen Panorama Flugdienst. Ein vier Jahre später vollzogener Eigentümerwechsel führte schließlich dazu, dass die Gesellschaft 1989 in den Linienflugdienst einstieg: Unter Verwendung eines Fairchild Swearingen Metroliner II bot man ab Stuttgart Verbindungen nach Bologna und Rotterdam.
Auf Grundlage der neuen Aktivitäten wurde der Panorama Flugdienst daher 1995 in Euro City Line umbenannt, wenngleich sich die Gesellschaft noch im selben Jahr gezwungen sah, den Betrieb aus finanziellen Gründen einzustellen. Die sich zu diesem Zeitpunkt im Besitz der Euro City Line befindliche Metro II – mit einem fehlenden rechten Triebwerk und einem Verkehrswert von 598.000 DM – wurde gepfändet und anschließend von der SAL Saxonia weiterbetrieben.

## Flotte
Die Flotte der Euro City Line bestand zum Zeitpunkt der Betriebseinstellung aus einer einzelnen Fairchild Swearingen Metro II mit dem Luftfahrzeugkennzeichen D-ICRK und der Werknummer TC-333.